# Cethosia cydippina
Cethosia cydippina är en fjärilsart som beskrevs av Hans Ferdinand Emil Julius Stichel 1938. Cethosia cydippina ingår i släktet Cethosia och familjen praktfjärilar. Inga underarter finns listade i Catalogue of Life.